# Saint-Claude, Manitoba
Saint-Claude är en ort i Kanada.   Den ligger i provinsen Manitoba, i den sydöstra delen av landet, 1 800 km väster om huvudstaden Ottawa. Antalet invånare är 600.